# Givoletto
Givoletto (Givolèt in piemontese) è un comune italiano di 4 082 abitanti della città metropolitana di Torino in Piemonte.

## Geografia fisica
Givoletto è collocato ai piedi delle prime elevazioni della catena alpina, a nord-ovest di Torino. La parte montana del territorio comunale comprende la conca di Givoletto, tributaria dal torrente Casternone e bagnata dal rio Vaccaro (anche chiamato rio di Givoletto), e parte della Bassa Grande, un vallone anch'esso aperto verso la pianura e tributario del torrente Ceronda.
La conca di Givoletto è delimitata dalla seguenti cime (in senso orario):
- Monte Baron (818 m)
- Monte Rosselli (1205 m)
- Monte Lera (1368 m)
- Punta Fournà (1131 m)
- Monte Castello (572 m)

A cavallo del crinale che collega il Monte Lera e la punta Fournà, ovvero tra la Val Ceronda (comune di Varisella) e la conca di Givoletto, si trova la Riserva naturale integrale della Madonna della Neve sul Monte Lera. Nel territorio comunale vi sono inoltre alcuni giacimenti di magnesite.
Nella porzione pedemontana del territorio sono concentrate la maggior parte della popolazione e delle attività economiche e sorgono, oltre al capoluogo, le principali frazioni comunali come Rivasacco e Forvilla.

### Flora
La riserva naturale della Madonna della Neve è stata istituita per tutelare l'Euphorbia gibelliana, una specie di Euphorbia che cresce solo a Givoletto e in un paio di altre località piemontesi. Gli esemplari si trovano di solito raggruppati in colonie di aspetto cespuglioso tra i 20 ed i 50 esemplari. Il fusto, di circa mezzo metro finisce con un ombrello a cinque raggi con alla fine un solo fiore circondato da cinque foglie alla sua base.
Nei pressi della riserva ci sono alcune aree boschive che purtroppo negli anni si sono ridotte a causa degli incendi.
La loro composizione è piuttosto varia: querce, farnie, carpini, ciliegi, tigli, noccioli, roveri, betulle, abeti, robinie ed acacie. Nel sottobosco, in dipendenza della quota, si possono anche trovare piante montane come la Campanula glomerata e il narciso selvatico.

## Storia

### Simboli
Lo stemma e il gonfalone sono stati concessi con decreto del presidente della Repubblica del 5 giugno 1954.
Il gonfalone è un drappo partito di bianco e d'azzurro.

## Monumenti e luoghi d'interesse
I maggiori punti di interesse di questo paese sono la chiesa parrocchiale di San Secondo, la torre del campanile (originariamente la torre di difesa) ed il Monte Castello sul quale sorge la cappella di Maria Ausiliatrice, iniziata nel 1894 grazie all'interessamento dell'allora discepolo prediletto di don Bosco, chiamato don Rolle. Su questo monte, inoltre, si trovano i ruderi del castello che appartenne ai Visconti di Baratonia ed ai Canalis di Cumiana: quest'ultimo era conteso dagli eserciti spagnoli e francesi in quanto punto strategico per il controllo del territorio. Fu proprio a causa della sua grande importanza militare che, nel 1555, per evitare che il castello cadesse in mano spagnola, il Duca Carlo Cossè di Brisac diede ordine di distruggerlo.

## Società

### Evoluzione demografica
Negli ultimi cinquant'anni, a partire dall'anno 1971, la popolazione residente è quadruplicata (4 106 abitanti nel 2021).
Abitanti censiti

## Cultura

### Biblioteca
A Givoletto è presente dal 1977 la biblioteca comunale.

### Eventi
Vengono organizzate ogni anno dalla comunità parrocchiale, oltre alla festa patronale di san Secondo del 26 agosto, la festa "Cà ad Vigna" in Borgata di Forvilla, nella seconda domenica di ottobre, le feste di Maria Ausiliatrice, il 26 aprile ed il 24 maggio e la festa della Madonna della Neve il 5 agosto.

Ogni anno in occasione del 25 aprile si ricordano gli otto partigiani uccisi nella strage fascista avvenuta il 23 febbraio 1945, presso il cippo e la lapide posti nel luogo dell'eccidio. La scuola elementare di Givoletto è intitolata a Luciano Domenico, un bambino di undici anni colpito da una raffica di mitra.

## Amministrazione

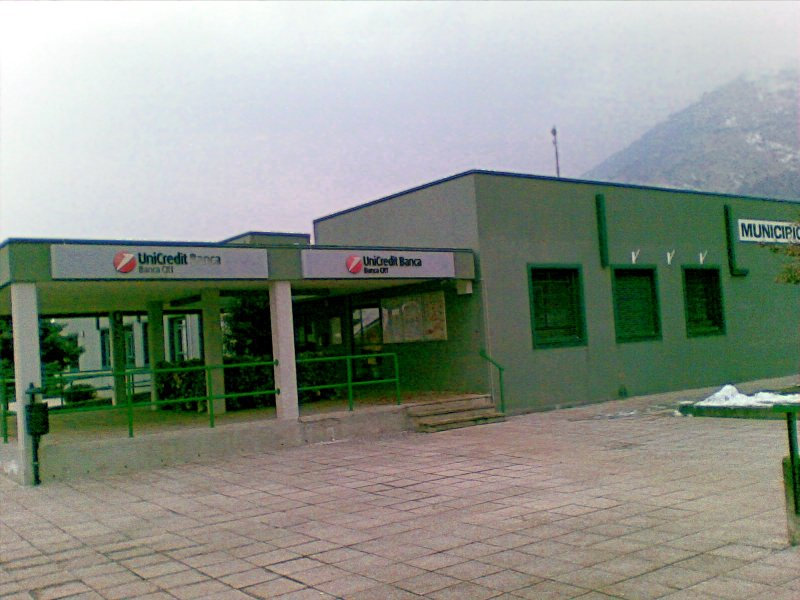
Il municipio

| Periodo | Periodo   | Primo cittadino  | Partito               | Carica  | Note |
| ------- | --------- | ---------------- | --------------------- | ------- | ---- |
| 2005    | 2010      | Carlo Altilia    | lista civica Il Punto | Sindaco |      |
| 2010    | 2015      | Carlo Altilia    | lista civica          | Sindaco |      |
| 2015    | in carica | Azzurra Mulatero | lista civica          | Sindaco |      |

### Altre informazioni amministrative
Fa parte dell'Unione dei Comuni montani delle Valli di Lanzo, Ceronda e Casternone. Precedentemente apparteneva alla Comunità montana Valli di Lanzo, Ceronda e Casternone, dopo l'accorpamento in essa dei comuni facenti parte della ex Comunità Montana Val Ceronda e Casternone. In piazza della Concordia, vicino alla sede comunale ed al locale polivalente, venne costruito l'edificio sede della Comunità Montana val Ceronda e Casternone.

## Sport
A Givoletto ha sede la storica società dilettantistica che nel 2021 è stata rinominata come USD Nuova Givolettese ASD. I colori sociali sono giallo e blu e disputa le sue partite di calcio al campo comunale di Givoletto sito in Via Torino, mentre le gare di pallavolo e basket si tengono nella palestra di Piazza della Concordia.

## Galleria d'immagini

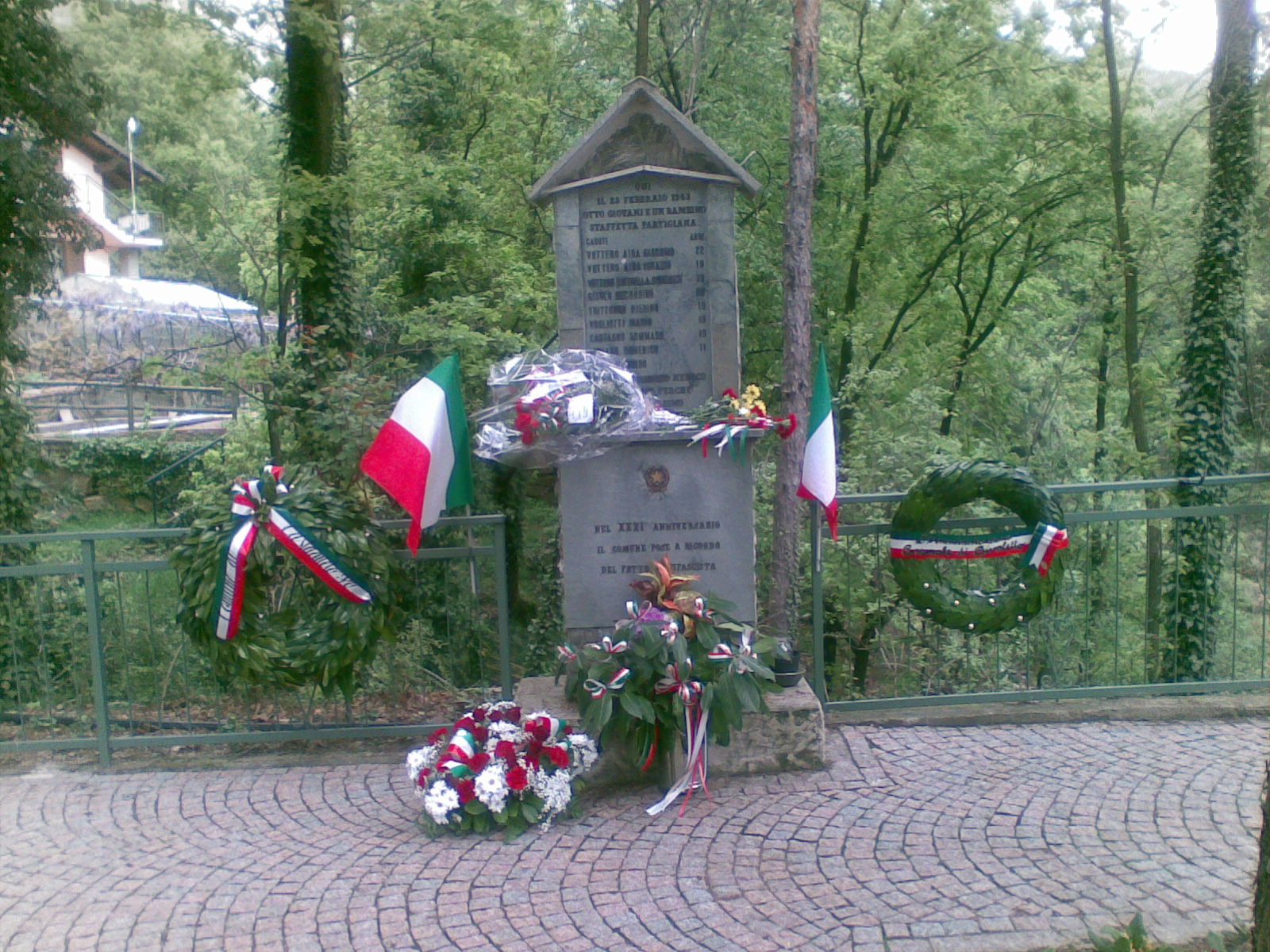
Cippo posato in ricordo della strage fascista avvenuta il 23 febbraio 1945, di un gruppo di otto partigiani che arrivavano da Castagneto Po
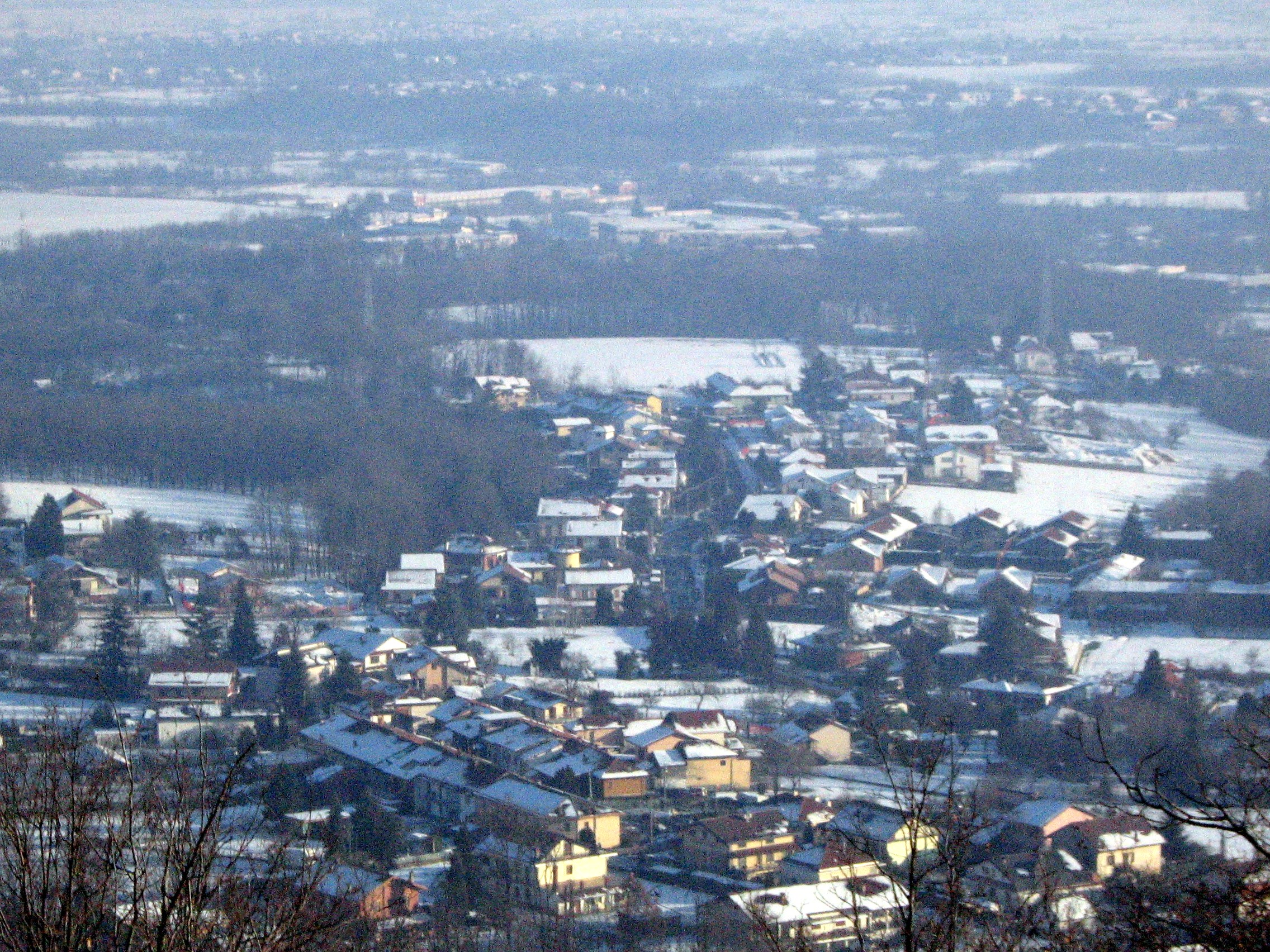
La frazione di Forvilla sotto la neve
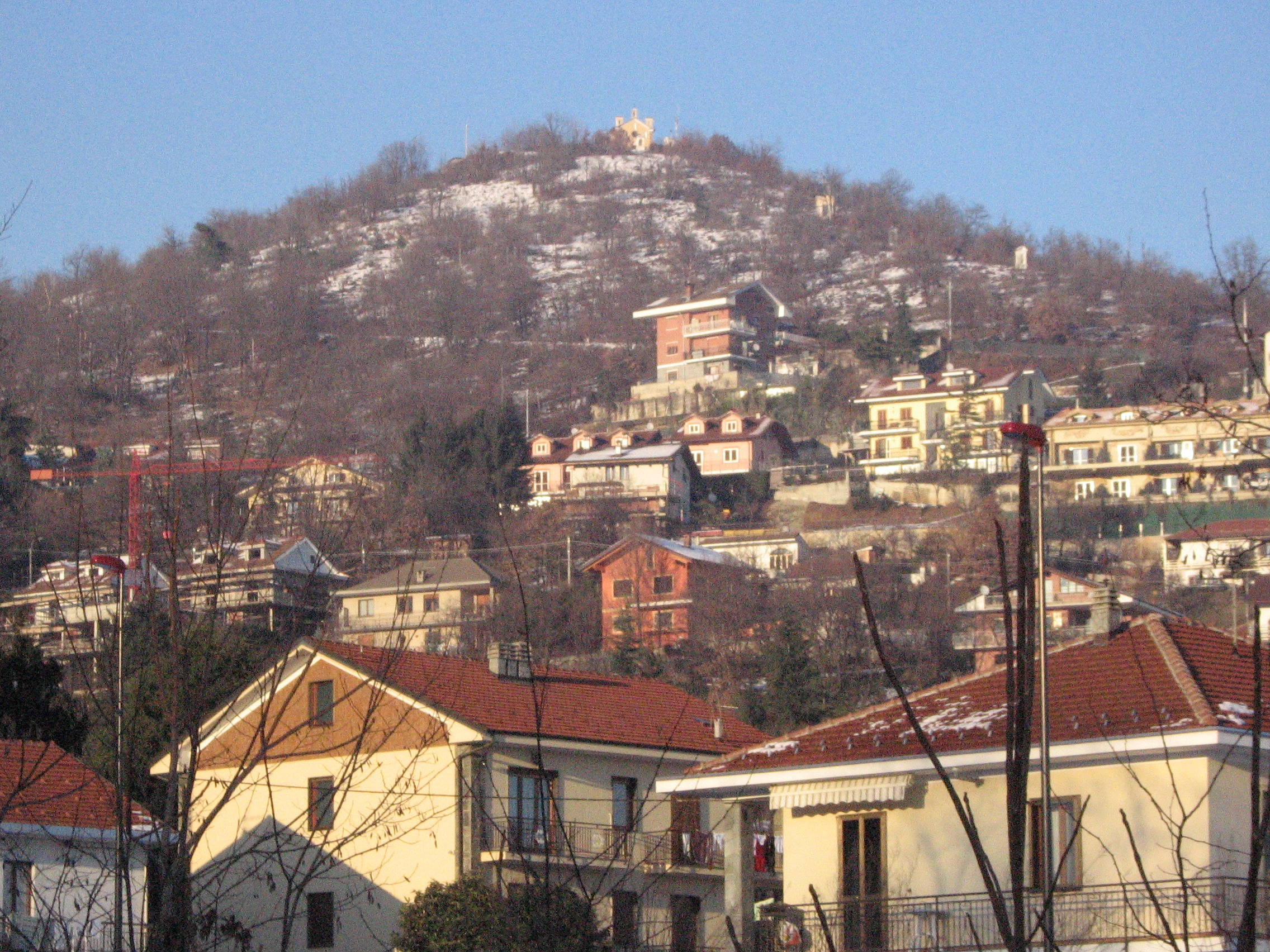
Panorama della zona di Santa Maria, con la cappella di Maria Ausiliatrice
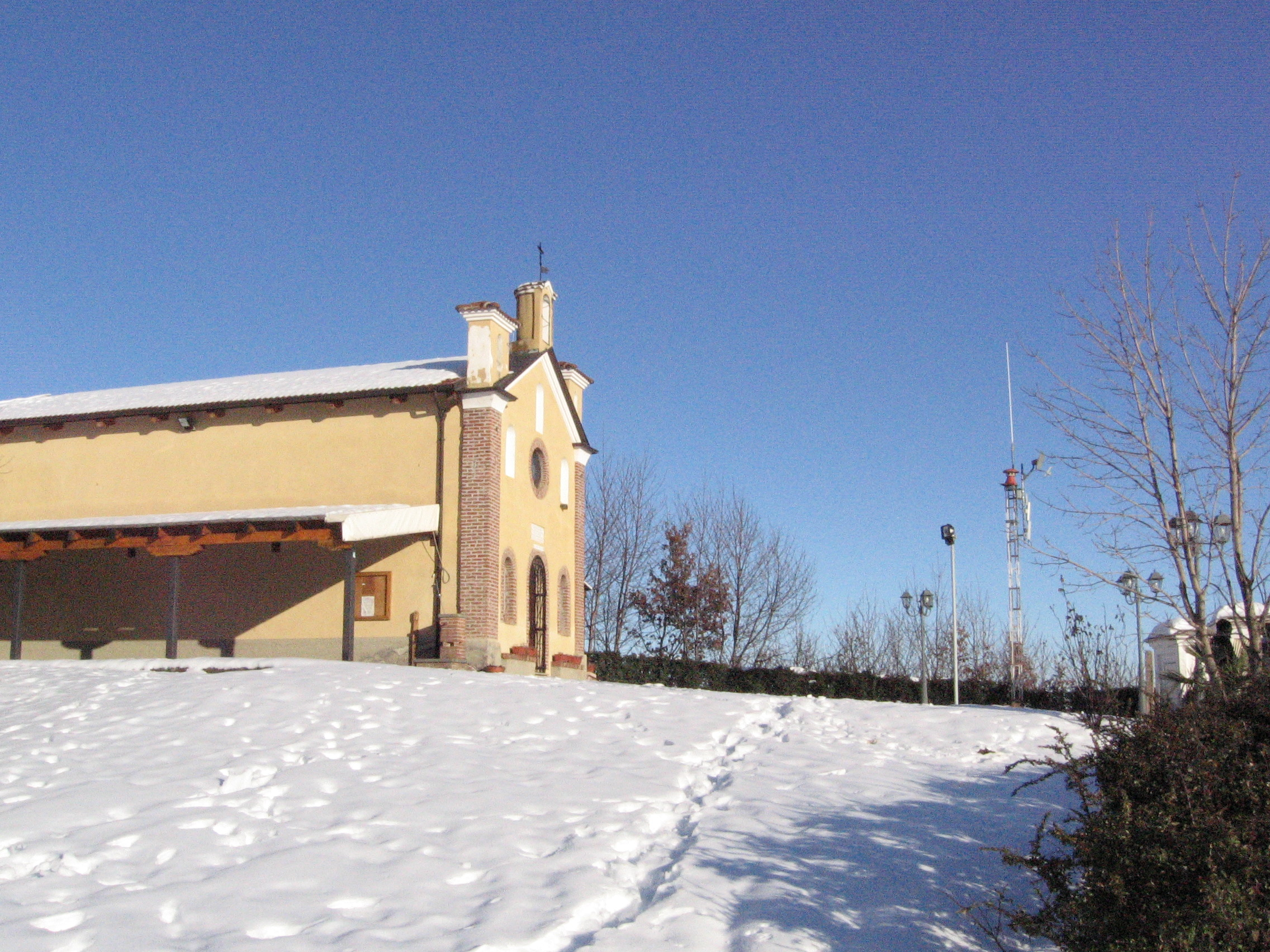
La cappella di Maria Ausiliatrice sul Monte Castello
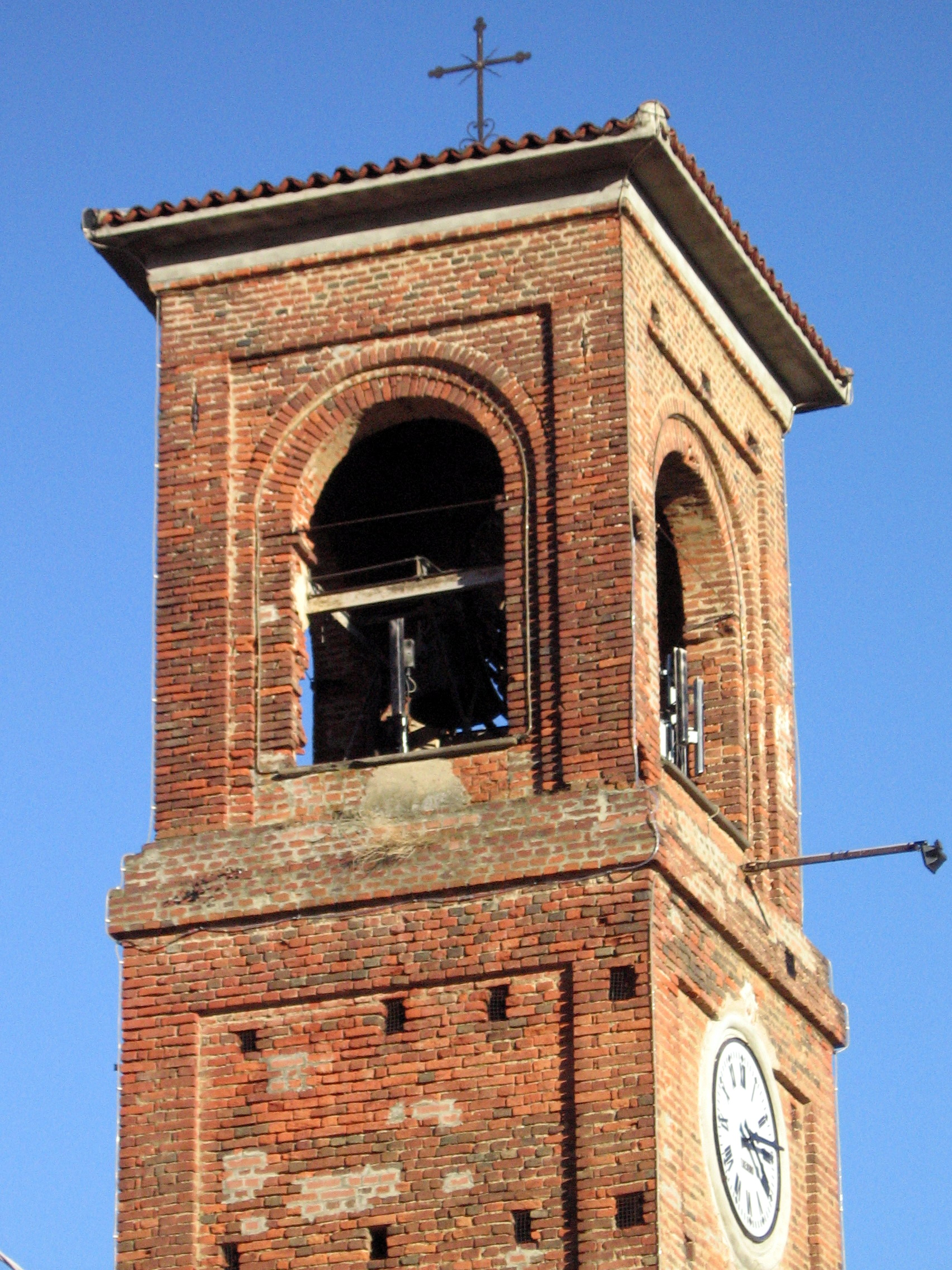
Il Campanile di Givoletto, con le antenne per il servizio WiMAX